# Somethin' Bad
Somethin' Bad è un singolo realizzato in duetto dalle cantanti statunitensi Miranda Lambert e Carrie Underwood, pubblicato nel 2014 ed estratto dall'album Platinum di Miranda Lambert.
"Somethin' Bad" ha raggiunto il primo posto nella Billboard Hot Country Songs, diventando il tredicesimo numero uno di Underwood in classifica e il quinto di Lambert. La canzone è il primo numero uno di donne soliste in più di due decenni nella classifica.
Il 5 dicembre 2014, la collaborazione ha ricevuto una nomination ai Grammy Awards come Best Country Duo/Group Performance.

## Descrizione
La canzone è stata scritta da Chris DeStefano, Brett James e Priscilla Renea ed era originariamente pensata per essere un duetto maschio/femmina, ma in seguito è stata messa a punto in modo che potesse essere eseguita da due artiste donne.
Secondo Lambert, quando ha sentito "Somethin' Bad" ha stabilito di voler fare un duetto con Carrie Underwood, e che "È passato troppo tempo dall'incontro tra due ragazze del nostro genere, specialmente su una canzone che ti dà un po' di importanza". Ha inviato a Underwood una mail per chiedere una collaborazione, che è stata accettata perché quest'ultima voleva duettare con la collega da diverso tempo.

## Tracce
Download digitale
1. Somethin' Bad – 2:49